# Liste der Bodendenkmale in Lutherstadt Wittenberg
In der Liste der Bodendenkmale in Lutherstadt Wittenberg sind alle Bodendenkmale der Stadt Lutherstadt Wittenberg und ihrer Ortsteile aufgelistet. Grundlage ist die Veröffentlichung der Landesdenkmalliste mit Stand vom 25. Februar 2016.  Die Baudenkmale sind in der Liste der Kulturdenkmale in Lutherstadt Wittenberg aufgeführt.
| Denkmal-ID | Fundart             | Ortsteil         | Bezeichnung                                        | Zeitstellung | Lage                                                                                        | Bemerkungen | Bild |
| ---------- | ------------------- | ---------------- | -------------------------------------------------- | ------------ | ------------------------------------------------------------------------------------------- | --- | ---- |
| 428300823  | Befestigung > Wall  | Apollensdorf     | Burgwall „Burgstall“                               | undatiert    | südwestlich vom Ort in Elbschleife (Lage)                                                   | Wälle um 1870 abgetragen. Anhand von Schilfbewuchs ist der Denkmalstandort (1952) in der Elbniederung noch nachvollziehbar. Eine ehemalige Vorburg mit Wall ist zu vermuten. Auf Burgfläche sind Einsenkungen wahrnehmbar.                                   |      |
| 428300710  | Befestigung > Burg  | Apollensdorf     | Gipfelburg „Apollensberg“                          | Mittelalter  | 0,7 km nordwestlich vom Ort (Lage)                                                          | Auf Gelände bunker- bzw. kasernenänliche Objekte, welche von Sowjetarmee und NVA genutzt wurden. Burggipfel war von Nachrichteneinheiten besetzt. Gipfelburg ist denkbar                                                                                     |      |
| 428301157  | Grabmal > Grabhügel | Apollensdorf     | Hügelgräberfeld, 6 Grabhügel                       | undatiert    | östlich vom Ort (Lage)                                                                      | |      |
| 428300711  | Grabmal > Grabhügel | Berkau           | 2 Hügelgräber Hammersche Heide                     | Bronzezeit   | 2,2 km nordwestlich vom Ort (Lage)                                                          | Standorte der Hügel zu einer Geländeerhebung geformt. Möglicherweise waren es 3 Grabhügel, welche zusammen eine hufeisenförmige Geländestruktur bilden. Diese kann aber auch in der sowjetischen Besatzungszeit durch Eingrabungen entstanden sein.          |      |
| 428300720  |                     | Boßdorf          | Kultstätte „Michelsberg“                           | Mittelalter  | 3,0 km südlich vom Ort, Bergkuppe, mit Grundmauern einer Kirche (Lage)                      | starke Befahrung durch Motocross, teilweise tiefe Furchen, alte Schützengräben am Rande, Betonpfeiler eines ehemaligen Turms. Im Untergrund lagert ein mittelalterliches Kirchenfundament. Höchste Erhebung im Naturpark Flämingen/Sachsen-Anhalt mit 185 m. |      |
| 428300814  | Befestigung > Wall  | Braunsdorf       | Burgwallanlage oder Wüstung                        | undatiert    | nordwestlich Reinsdorf ()                                                                   | Heute umzäuntes Wochenendsiedlungsgelände (seit 1952), archäologisch relevante Mauerreste sollen schon 1935 wahrgenommen worden sein. Burgwallanlage ist nicht erkennbar, ehemalige Wüstungslage wäre denkbar.                                               |      |
| 428300709  | Grabmal > Grabhügel | Euper            | Grabhügel                                          | Bronzezeit   | 0,5 km südöstlich vom Ort ()                                                                | An der Siedlungsstraße Lerchenweg befindet sich ein flacher Hügel (0,5 m) mit ca. 15 m Durchmesser, könnte vom Straßenbau angeschnitten sein. |      |
| 428300824  | Grabmal > Grabhügel | Euper            | Hügelgräberfeld                                    | Bronzezeit   | südwestlicher Ortsrand, Privatgrundstück in dicht bebauten Wohngebiet ()                    | Funde von Flachgräbern zwischen Hügeln 1937, 1987 11 Hügel Ausgrabungen |      |
| 428300797  | Befestigung > Wall  | Griebo           | Befestigung – Wall am Grieboer Bach                | Mittelalter  | westlicher Ortsrand, Grieboer Dorfstr. 5, am Grieboer Bach Lage                             | |      |
| 428300699  | Grabmal > Grabhügel | Griebo           | Grabhügel                                          | Bronzezeit   | Im Ort, kleines bewaldetes Grundstück zwischen Straße der Freundschaft und Bahnstrecke Lage | nicht begehbar, möglicherweise auch mehr als 1 Grabhügel vor Ort einige flache Erhebungen aus der Ferne erkennbar |      |
| 428300878  | Befestigung > Wall  | Griebo           | Schanze, Wall                                      | Mittelalter  | westlicher Ortsrand (Lage)                                                                  | Wall mit vorgelagertem Graben zur Elbeseite. Wall zum Teil 2 m hoch, Graben z. T. noch erkennbar, sonst verfüllt. Wall fungierte als Schanzenanlage. |      |
| 428300879  | Grabmal > Grabhügel | Griebo           | Grabhügel                                          | undatiert    | unmittelbar nordwestlich der Schanze (428300878) (Lage)                                     | möglicher Grabhügel |      |
| 428300729  | Befestigung > Burg  | Pratau           | Wasserburg „Probstei“                              | Mittelalter  | 1,8 km nordöstlich vom Ort (Lage)                                                           | Rundliche Wallanlage im Westen, Ausdehnung der Anlage in östliche Richtung mehr rechteckig. Besiedlung bis 14. Jh., Sitz des Archidiakonats Pratau bis ins 14. Jh. Ab Mitte des 12. Jh. größerer Siedlungsstandort, Burgwardstelle zweifelhaft.              |      |
| 428300732  | Grabmal > Grabhügel | Reinsdorf        | Grabhügel                                          | Bronzezeit   | 0,5 km nördlich vom Ort (Lage)                                                              | Hügelform ersichtlich, Dm.: ca. 24 m, Höhe: ca. 1,25 m, |      |
| 428300715  | Befestigung > Burg  | Reinsdorf/Dobien | Gipfelburg „Wallberg“                              | Mittelalter  | östlicher Ortsrand (Lage)                                                                   | Leichte Eintiefungen auf dem Burgberg, an welchem ein möglicher Vorburgbereich angrenzt (heute Friedhofsnutzung). Ein, den Burghügel umwehrender Graben ist südwestlich von der Straße ‚Am Wallberg‘ Nr. 6–8a gestört (Friedhofszufahrt).                    |      |
| 428300733  | Grabmal > Grabhügel | Schmilkendorf    | Grabhügel                                          | Bronzezeit   | 0,8 km südöstlich vom Ort (Lage)                                                            | |      |
| 428300712  | Befestigung > Burg  | Seegrehna        | Wasserburg „Schloßgarten“; Burgward „Angerschanze“ | Mittelalter  | nördlicher Ortsrand, „Am Anger“, „Vorwerk Bleesern“ (Lage)                                  | Ursprüngliche Nutzung fällt wahrscheinlich in der 2. Hälfte des 12. Jh. als Burgwall, im 14. Jh. wurde die Burg zum herzoglichen Vorwerk. Spätere Nutzung des Vorwerkes ‚Bleesern‘ durch die sächsischen Kurfürsten als kurfürstlich-sächsisches Hofgestüt.  |      |
| 428300736  | Befestigung > Burg  | Seegrehna        | Wasserburg „Burgstall“                             | Bronzezeit   | 1,3 km westl. vom Ort (Lage)                                                                | Eine ca. 12 ha große, anfänglich bronzezeitliche Anlage, die von Slawen bis ins Mittelalter wieder genutzt wurde. |      |
| 428300816  | Grabmal > Grabhügel | Straach          | 19 Hügelgräber                                     | Bronzezeit   | 0,8 km östlich vom Ort Lage                                                                 | Einige nicht zugänglich, da größeres Areal umzäunt ist (Aufwuchsfläche) |      |
| 428300747  | Befestigung > Wall  | Wittenberg       | Schanze                                            | Mittelalter  | südlich am Ort (Lage)                                                                       | bogenförmiger Graben mit vorgelagertem Wall einer zerstörten Befestigungsanlage (Kasematte). |      |